# Miguel Torres
Miguel Torres Gómez (ur. 28 stycznia 1986 roku w Madrycie) – hiszpański piłkarz występujący na pozycji bocznego obrońcy. Były zawodnik Realu Madryt. W ostatnim dniu okienka transferowego, 31 sierpnia 2009 roku podpisał 5-letni kontrakt z Getafe CF, Real Madryt zachował natomiast opcję pierwokupu piłkarza przez kolejne dwa sezony. W 2013 roku przeszedł do Olympiakosu. Málaga CF to jego ostatni klub w karierze, w którym spędził lata 2014-2019.

## Liga i Puchar Hiszpanii
Od początku swojej kariery grał w Realu Madryt. Swój debiut w pierwszej drużynie zaliczył w Pucharze Hiszpanii, 25 października 2006 roku przeciwko Écija Balompié. Jego występ spowodowany był kontuzjami innych obrońców (Fabio Cannavaro, Cicinho i Míchela Salgado.) Zagrał także w rewanżu, zmieniając Sergio Ramosa w 80. minucie.
Torres zagrał także w obu meczach Pucharu Hiszpanii z Realem Betis.
11 lutego 2007 zaliczył pierwszą asystę, w meczu przeciwko Realowi Sociedad. Po szybkim dobiegnięciu do piłki na prawą flankę, świetnie dośrodkował lewą nogą, co wykorzystał Ruud van Nistelrooy i wpakował futbolówkę głową do siatki. Gol ten zapewnił Realowi wygraną 2-1.

## Liga Mistrzów
W Champions League zadebiutował w meczu przeciwko Dynamu Kijów, w ostatnim starciu grupowym.
Zagrał również w obydwu spotkaniach z Bayernem Monachium w 1/8 finału Ligi Mistrzów, na swojej nominalnej pozycji, prawego obrońcy.

## Reprezentacja
Miguel Torres swój reprezentacyjny debiut w kadrze U-21 zaliczył podczas meczu Hiszpanii U-21 z reprezentacją Anglii U-21, 6 lutego 2007 roku. Grał wówczas na pozycji lewego obrońcy. W meczu padł remis 2-2.

## Sukcesy

### Real Madryt
- Mistrzostwo Hiszpanii: 2007, 2008
- Superpuchar Hiszpanii: 2008